# Isla del Trocadero
La isla del Trocadero es una pequeña isla española localizada en la bahía de Cádiz, en la provincia de Cádiz (comunidad autónoma de Andalucía). Pertenece al término municipal de Puerto Real y está protegida, desde 1989, como Paraje Natural.

## Geografía

### Situación
La isla tiene una superficie de 525 ha. Está separada del continente por el caño del Trocadero. Está localizada en la parte sur de la bahía de Cádiz, al suroeste de Puerto Real. Por el norte, la isla está rodeada por la autovía CA-35, que va de Puerto Real a Cádiz. El polígono industrial de El Trocadero y la rampa de la carretera nacional, llamada «El Trocadero», llevan dicho nombre por la proximidad a la isla.

### Geología
Las mareas la cubren en gran parte. La isla, asociada al caño del mismo nombre, está formada por depósitos fluviomarinos de naturaleza limo-arenosa, formando marismas naturales de las cuales algunas se convirtieron en salinas. La vegetación característica de la zona la forman especies como la sapina o el limoniastro.

### Fauna
Es de particular interés para los aficionados a la observación de aves: cormorán, gaviota, garza real, flamenco, focha o la polla de agua. Es un lugar importante para el paso de aves migratorias hacia el Estrecho y también proporciona refugio a aves permanentes.
Además, en las salinas se capturan algunas especies de peces y crustáceos famosos en la gastronomía de la zona.

## Protección y acceso
La isla es accesible desde Puerto Real y Matagorda. La Isla del Trocadero pertenece al parque natural de la Bahía de Cádiz, con una extensión de 10,000 ha. La zona es una marisma donde paran numerosas aves migratorias. Además, tiene un nivel de protección especial como Paraje Natural.

## Historia
La isla ha sido desde antiguo una importante zona de tráfico comercial. También se usaba para reparar barcos. Por último, el Fuerte de San Luis, en el extremo sur de la isla, era parte de las defensas de la Bahía de Cádiz.
El Fuerte, hoy en día en ruinas, fue tomado por tropas francesas de la Santa Alianza el 31 de agosto de 1823, durante la batalla de Trocadero, que da nombre a la famosa plaza del Trocadero y a los Jardines del Trocadero, y que están ubicados en el XVI distrito de París, a la vera del río Sena y al otro lado de la Torre Eiffel. Con este nombre trata de conmemorar la victoria francesa absolutista sobre los españoles liberales.